# Schanna Alexandrowna Suchopolskaja
Schanna Alexandrowna Suchopolskaja (russisch Жанна Александровна Сухопольская; * 7. Januar 1932 in Leningrad; † 1. Juni 2019 in Sankt Petersburg) war eine sowjetische bzw. russische Schauspielerin und Synchronsprecherin.

## Biografie

### Herkunft und Laufbahn
Suchopolskajas leiblicher Vater verließ die Familie kurz nach ihrer Geburt, so dass sie ihn nie kennenlernte. Ihre Mutter Walentina Dmitrijewna ( 1949) heiratete daraufhin Alexander Fjodorowitsch Suchopolski (1909–1987), einen Mitarbeiter der Leningrader Eisenbahneruniversität, der seine Stieftochter adoptierte.
Im Jahr 1940 trat Suchopolskaja in die 211. Sekundarschule ein. Deren kriegsbedingte Umwandlung in ein Krankenhaus machte einen Wechsel an die 221. Schule notwendig. Während der Leningrader Blockade wurde sie ab 1942 am Palast der Pioniere unter Arkadi Jefimowitsch Obrants Leitung Tanzschülerin und trat u. a. für Verwundete auf. Nach dreijährigem Unterricht wollte Obrant Suchopolskaja für sein Ensemble verpflichten, ihre Eltern verweigerten aber die Zustimmung, da sie noch keinen Schulabschluss hatte. 1951 bewarb sich die junge Frau erfolglos beim Leningrader Theaterinstitut und studierte danach ein Jahr Französisch am Institut für Fremdsprachen in ihrer Geburtsstadt. Eine erneute Bewerbung war erfolgreich und sie konnte unter Boris Petrowitsch Petrow bis 1956 Schauspiel studieren. Anschließend war Suchopolskaja in einer Inszenierung von Die Liebe zu den drei Orangen unter Arkadi Raikin zu sehen. Aufgrund des schwierigen Verhältnisses zu ihm verließ die Leningraderin das Theater aber nach drei Monaten und konzentrierte sich verstärkt auf ihre Filmlaufbahn. 1957 erwarb sie außerdem eine Stelle beim Theaterstudio der Kinodarsteller, das dem Lenfilmstudio angeschlossenen war.
Im Jahr ihres Abschlusses trat Suchopolskaja für die Tschechow-Verfilmung Невеста (Newesta) erstmals vor die Kamera, das erste namhafte Engagement hatte sie in Leningrader Sinfonie (1957). Bis zum Ende der Sowjetunion spielte die dunkelhaarige Mimin überwiegend in Lenfilm-Produktionen. Nach einer mehrjährigen Pause setzte sie ihre Filmlaufbahn 1994 fort und blieb bis 2012 aktiv. Suchopolskaja gab ausschließlich Nebenrollen und verkörperte meist Frauen in gehobenen Positionen. Als eine ihrer wichtigsten Rollen nannte sie die in der Gorki-Biografie Невероятный Иегудиил Хламида (Newerojatny Ijegudiil Chlamida) (1969). 
Des Weiteren war Suchopolskaja in den russischsprachigen Fassungen zahlreicher Filme aus den Unionsrepubliken sowie dem Ausland zu hören und stand auch für Konzertprogramme auf der Bühne.

### Privates
1960 heiratete Suchopolskaja ihren Kollegen Juri Ignatjewitsch Dedowitsch (* 1935). Zwei Jahre später kam der gemeinsame Sohn Alexei, ein späterer Holzkünstler, zur Welt. Als er zehn Jahre alt war, trennten sich die Eltern, nachdem Dedowitsch eine andere Frau kennengelernt hatte. Er unterstützte seine Familie danach auch nicht mehr finanziell. Andrei Dedowitsch starb 25-jährig bei einem Unfall, was Suchopolskaja, die keine weiteren Verwandten hatte, mental schwer zusetzte. Darüber hinaus erlitt sie später einen Herzinfarkt. 
Privaten Kontakt hielt Suchopolskaja nach dem Verlust ihrer Familie fast ausschließlich zur Schauspielerin Marina Andrejewna Jurasowa (1934–2016). In den letzten Lebensjahren wurde sie von einer Sozialarbeiterin umsorgt und verließ ihre Wohnung nahezu nicht mehr. Aufgrund der Rente, die für Opfer der Leningrader Blockade gezahlt wurde, hatte Suchopolskaja auch keinen Anspruch auf weitere Sozialleistungen. Die ehemalige Darstellerin starb von der Öffentlichkeit unbeachtet im Alter von 87 Jahren, der Standort ihres Grabes ist unbekannt.
Suchopolskaja las gern und war einer Bewunderin von Anna Achmatowa und Konstantin Simonow. Zu ihren weiteren Hobbys gehörten Handarbeiten. Der Film- und Synchronkunst im postsowjetischen Russland stand sie kritisch gegenüber.

## Filmografie (Auswahl)

### Darstellerin
- 1957: Leningrader Sinfonie (Leningradskaja simfonija)
- 1957: Sturm (Schtorm)
- 1957: Der Zauberer aus der Flasche (Starik Chottabytsch)
- 1958: In den Tagen des Oktober (W dni oktjabrja)
- 1960: Die Dame mit dem Hündchen (Dama s sobatschkoi)
- 1967: Wintermorgen (Simneje utro)
- 1969: Tschaikowski
- 1974: Zarewitsch Proscha
- 1975: Zement (Fernsehfilm)
- 1977: Wie der dumme Iwanuschka das Wunder suchte (Kak Iwanuschka-duratschok sa tschudom chodil)
- 1978: Blockade (Teil 3) (Blokada – Leningradski metronom)
- 1978: Blockade (Teil 4) (Blokada – Operazija «Iskra»)

### Synchronsprecherin
- 1957: Rivalen am Steuer – für Edelweiß Malchin
- 1958: Agent P 491 (Xu Qiuying an jian) – für Bingning Shen
- 1959: Chun man ren jian – für Danfeng Wan
- 1959: Das Märchen vom Bären Ondrej
- 1959: Wan zi qian hong zong shi chun – für Li Sha
- 1960: Regen und Sonne (Vihmas ja päikeses) – für Maila Rästas
- 1960: Perekond Männard – für Terje Luik
- 1961: Leyli və Məcnun – für Kima Alexejewna Mamedowa
- 1962: Отвергнутая невеста (Otwergnutaja newesta) – für Mukambar Chakimowna Rachimowa
- 1963: Пятеро из Ферганы (Pjatero is Fergany) – für Alla Ledowaja
- 1964: Die rote Wüste (Il deserto rosso)
- 1968: Die Rache der Heiducken (Răzbunarea haiducilor) – für Elisabeta Jar
- 1977: Sterne in den Haaren, Tränen in den Augen (Swesdi w kossite; salsi w otschite)
- 1979: Hotel „Zum verunglückten Alpinisten“ („Hukkunud Alpinisti“ hotell) – für Irena Kriauzaitė
- 1981: Die heidnische Madonna (A pogány Madonna)
- 1982: Nur keine Panik (Csak semmi pánik...)